# سیارک ۱۶۷۸۳
سیارک ۱۶۷۸۳ (به انگلیسی: 16783 Bychkov، نامگذاری:1996XY25) شانزده هزار و هفتصد و هشتاد و سومین سیارک کشف شده‌است که در ۱۴ دسامبر ۱۹۹۶ کشف شد.
قدر مطلق سیارک برابر ۱۴٫۵۰ است.